# Stazione di Mizusawa
La stazione di Mizusawa (水沢駅?, Mizusawa-eki) è una stazione ferroviaria situata nel distretto di Mizusawa-ku appartenente alla città di Ōshū, nella prefettura di Iwate, ed è servita dalla linea principale Tōhoku della JR East. La stazione di Mizusawa-Esashi, utilizzata dai servizi Tōhoku Shinkansen si trova a pochi chilometri di distanza nella stessa città, ed è collegata da autobus.

## Linee ferroviarie
East Japan Railway Company
■ Linea principale Tōhoku

## Struttura
La stazione è costituita da un marciapiede laterale e uno a isola collegati da sovrappassaggio con tre binari passanti. La biglietteria è aperta dalle 6:00 alle 22:45.
| 1-2 | ■ Linea principale Tōhoku | per Kitakami e Morioka          |
| 3   | ■ Linea principale Tōhoku | per Ichinoseki, Kogota e Sendai |

## Stazioni adiacenti
| «                       | Servizio                | »                       |
| Linea principale Tōhoku | Linea principale Tōhoku | Linea principale Tōhoku |
| ----------------------- | ----------------------- | ----------------------- |
| Rikuchū-Orii            | Locale                  | Kanegasaki              |
| Capolinea               | Rapido Aterui           | Kitakami                |